# Álvaro Filho
Álvaro Magliano de Morais Filho (João Pessoa, Brasil, 27 de noviembre de 1990) es un jugador de voleibol playa brasileño. Fue subcampeón mundial en 2013 y subcampeón en los Juegos Panamericanos de 2015. Participó en los Juegos Olímpicos de 2020.

## Carrera

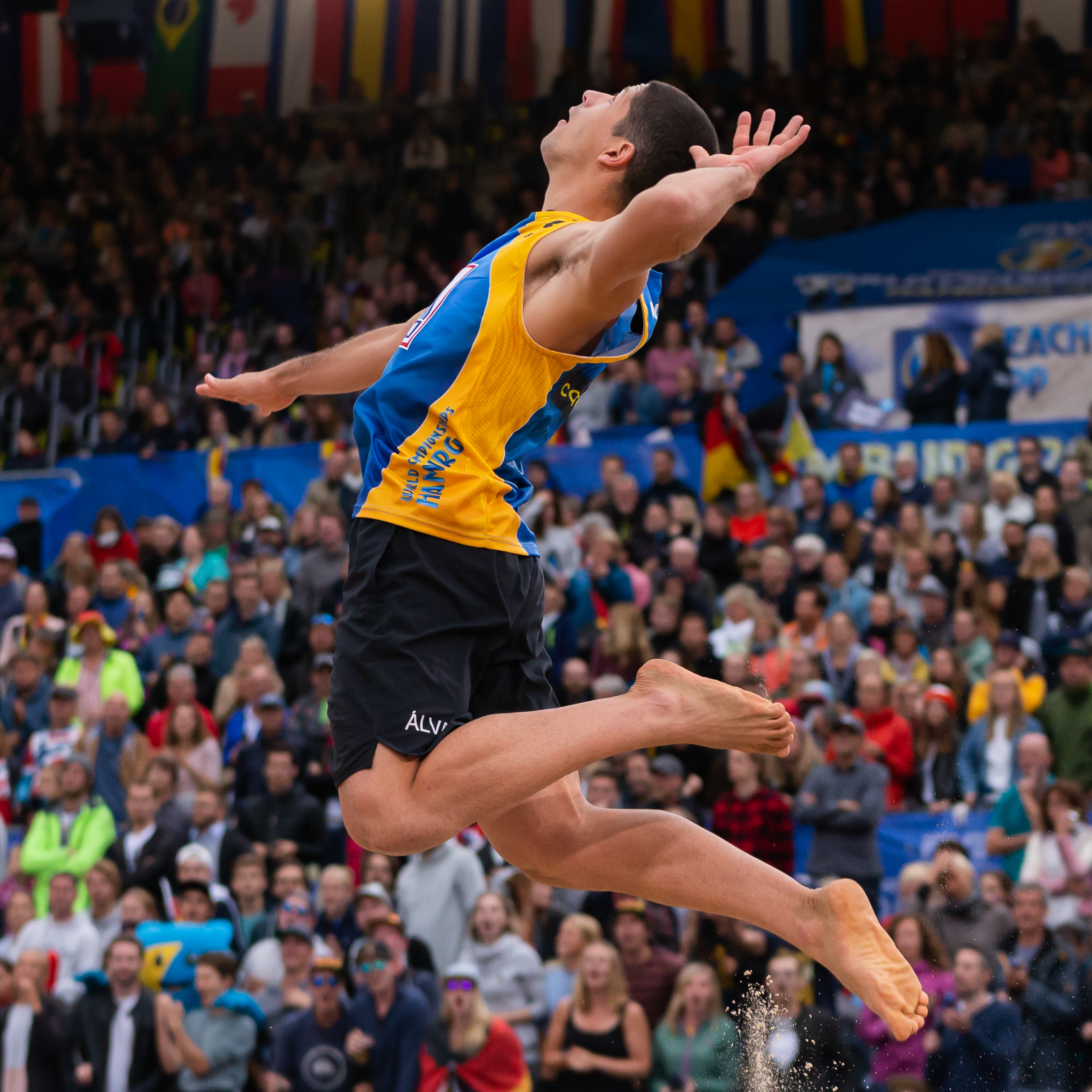
Álvaro Filho en el mundial de vóley de playa Hamburgo 2019

En su adolescencia, a Álvaro le gustaba jugar a fútbol pero influencia por su padre, Álvaro comenzó a aventurarse en la arena. Jugó con Vitor Felipe desde el 2007 hasta mediados del 2011, cuando comenzó a jugar con Santos. A lo largo de los años, comenzó a jugar con Fábio Luiz, Benjamin, Luciano y Thiago. En marzo de 2013, comenzó a jugar con Ricardo, un jugador de clase mundial. Esta alianza ha demostrado ser extraordinariamente buena y llevó a Álvaro y Ricardo a posicionarse en segundo lugar en Campeonato Mundial de Voleibol Playa FIVB en Masuria 2013. Además, Álvaro ganó el reconocimiento al Jugador más valioso del torneo.